# Ivanka Lefeuvre
Pour les articles homonymes, voir Lefeuvre.
Ivanka Lefeuvre, née Ivanka Šimková, connue également sous les noms d’Ivanka Šimek-Hybler et Ivanka Šimek-Lefeuvre, née en 1949, est une femme de lettres, poète et militante des droits de l'homme tchèque, exerçant le métier de psychologue, membre de la Charte 77, qui a été contrainte de s'exiler en France avec sa famille en 1982,.

## Biographie
Née à Prague, Ivanka Šimková a fait ses études de psychologie à l'Université de Brno et à l'Université Charles de Prague[réf. souhaitée]. Elle est également diplômée en psychologie clinique de l'Université Bordeaux II[réf. souhaitée].
Pendant une vingtaine d'années, elle exerçait comme psychologue au Centre départemental de l'enfance et de la famille dans le département de la Haute-Vienne, à Limoges.
Actuellement, elle se consacre à l'écriture, à l'enseignement et à la recherche, elle travaille dans les projets européens. Elle participe notamment aux échanges entre les professionnels tchèques et français dans le domaine de la protection de l'enfance.

### Vie familiale
Ivanka Šimková a été mariée avec Václav Šabata (1948), le fils du philosophe et politologue engagé Jaroslav Šabata (en), ultérieurement porte parole de la Charte 77, député à la dernière assemblée fédérale tchécoslovaque, puis avec le psychologue, philosophe et critique littéraire Martin Hybler (1951), également membre de la Charte 77 et enfin avec le photographe français Jean-Vincent Lefeuvre (1945-2013). Elle a trois enfants. Elle est la sœur de Václav Šimek, lycéen victime de la répression du régime communiste dans les années 1970, décédé en décembre 1975 dans des circonstances mal élucidées.

## Publications
- Migrace 1982 (Deníkové záznamy signatářky Charty 77, vystěhované v rámci "Akce Asanace" z Československa), edice Paměť - Academia, Prague, 2014  (ISBN 978-80-200-2277-6)[2].
- (avec Jean-Vincent Lefeuvre), Miechów i Miechowianie, Małopolskie Biuro Wystaw Artystycznych, Nowy Sącz, 2001  (ISBN 978-83-91795-68-2)
- article dans Paměť a dějiny (no 4/2013) « Čtyřletá zkušenost života ve Francii »[8].

Elle publie également ses travaux dans les magazines de psychologie, et dans des actes de colloques,,.